# Charles Stoffel
Charles Stoffel (ur. 5 kwietnia 1893 w St. Gallen, zm. 30 lipca 1970 w Bergu) – szwajcarski bobsleista i jeździec, olimpijczyk. Jego synem był jeździec Alexander Stoffel.

## Występy na IO
| Rok  | Igrzyska Olimpijskie | Konkurencja                        | Wyniki                                 |
| 1924 | Chamonix             | bobsleje – czwórki/piątki mężczyzn | DNS w 2, 3, 4 ślizgu; nieklasyfikowany |
| 1924 | Paryż                | jeździectwo – WKKW indywidualnie   | 15. miejsce                            |
| 1924 | Paryż                | jeździectwo – WKKW drużynowo       | 4. miejsce                             |
| 1928 | Sankt Moritz         | bobsleje – czwórki/piątki mężczyzn | 8. miejsce                             |
| 1928 | Amsterdam            | jeździectwo – WKKW indywidualnie   | 20. miejsce                            |
| 1928 | Amsterdam            | jeździectwo – WKKW drużynowo       | AC                                     |